# El Trolley
El Trolley fue un galpón en el cual floreció la contracultura teatral durante la década de 1980, en plena dictadura militar en Chile. 
Ubicado en calle San Martín 841, en la ciudad de Santiago, el denominado Trolley consistía en un galpón que había sido abandonado por el Sindicato de trolebuseros. Su entorno estaba conformado por prostíbulos, una central de la Policía de Investigaciones y la Cárcel Pública de Santiago, donde se mantenían recluidos a presos políticos.   
Allí, Ramón Griffero (director de teatro, dramaturgo y exiliado político a comienzos de la dictadura) fundó la “Compañía de teatro fin de siglo”. En el lugar se realizaban distintos tipos de espectáculos artísticos,  siempre desde la perspectiva contracultural, como obras de teatro, fiestas y conciertos de bandas tan relevantes en aquella época como Los Prisioneros y Electrodomésticos.  

## Historia
Originalmente, el espacio pertenecía a una  comunidad alemana residente en Chile y posteriormente fue adquirida y utilizada por los choferes y maquinistas de tranvías y trolebuses de Santiago, hasta finalmente pasar a manos de la Compañía de teatro de fin de siglo en el año 1983.
El origen del Trolley como espacio cultural fue en una fiesta de Año Nuevo de 1984, cuando se desarrollaron diversas performances irónico-políticas. De ahí en adelante y hasta el año 1988, las fiestas que ofrecía este sitio permitían el agrupamiento y subsistencia de comunidades de jóvenes y adultos que, desde el arte, se opusieron a la dictadura y vivieron de formas contrarias a la cultura dominante.    
En el año 2015 el galpón fue demolido para dar lugar a torres de departamentos que vendrían a simbolizar el cambio de una época y el avance de la modernidad en desmedro de la conservación cultural de un espacio tan importante al representar una forma particular de lucha en una dictadura que dejó un total de 27.255 personas víctimas de prisión política y tortura.

## Perspectiva Contracultural
La perspectiva contracultural del espacio manifestó tanto en las obras presentadas como a los momentos en que estos se desarrollaban. Sus obras, por un lado, reflejaban siempre este sentimiento disidente en rechazo a la dictadura, pero también ligado al miedo, la exclusión, y además señalando un rechazo a la opresión, la censura y la impunidad. Por otra parte, estos eventos tenían un carácter contestatario debido a que sucedían en contextos de toques de queda, estados de sitio y allanamientos.   

## Presentaciones
Música: Los Prisioneros - Javiera Parra - Ángel Parra - Pequeño Vicio - UPA - Generaciones - Índice de Desempleo - Fiscales Ad hok - Electrodomésticos - Bhandada
Artistas Visuales: Herbert Jonckers - Raúl Miranda - Bruna Truffa - Esteban Cabezas - Samy Benmayor - Francisco Fabrega - Carlos Bogni - Bernardita Birkner-Elias Feiffer - Miguel Hiza - Pablo Barrenechea
Videoarte: Gonzalo Justiniano - Carlos Altamirano - Enzo Blondel Ramón Griffero 
Teatro: Ramón Griffero - Teatro del fin de siglo - Vicente Ruiz - Willy Semmler - José Andrés Peña 
Danza: Octavio Meneses - Miguel Gonzáles 
Literatura: Santiago Elordi - Sebastián Grey - Cristian Warken - Juan Pablo del Río - Lanzamiento de revistas y eventos poéticos

## Véase además
- Dictadura militar (Chile)
- Ramón Griffero
- Contracultura